# Полицајац из вртића
Полицајац из вртића (енгл. Kindergarten Cop) је америчка комедија из 1990. у продукцији куће Universal Pictures са Арнолдом Шварценегером, Пенелопи Ен Милер, Памелом Рид, Линдом Хант и Карол Бејкер у главним улогама.

## Радња
Детектив Џон Кимбл (Арнолд Шварценегер) је у лову на дилера дроге Калена Криспа (Ричард Тајсон). Полиција развија сложену операцију прикупљања доказа против криминалца. Треба да контактирају Каленову бившу жену Џојс, која је побегла са његовим новцем, као и његовим сином Домиником. Због овога, план је да се полицајка Фиби О'Хара (Памела Рид) инфилтрира у школу коју похађа Доминик, а Џон Кимбл је требало да је покрије у случају опасности.
Пре него што је стигла у школу, Фиби се изненадно разболела. Операција је у опасности и Џон мора да преузме ствари у своје руке. И сам постаје васпитач у вртићу (први разред основне школе). Кимбл успева да се обрачуна са окорелим криминалцем Криспом, који, испоставило се, тражи своју бившу жену Џојс не због новца, већ да би му довела сина Доминика. Кимбл пада на тежак тест улоге васпитача, комуникације и васпитања деце. Као резултат тога, успео је да пронађе педагошки приступ деци у вртићу и чак освоји шармантну учитељицу Џојс (Пенелопи Ен Милер), постане њен супруг и нови отац Доминика. 

## Улоге
| Глумац             | Улога                |
| ------------------ | -------------------- |
| Арнолд Шварценегер | детектив Џон Кимбл   |
| Пенелопи Ен Милер  | Џојс Палмири         |
| Памела Рид         | детектив Фиби О'Хара |
| Линда Хант         | Госпођа Шлауски      |
| Ричард Тајсон      | Кален Крисп          |
| Карол Бејкер       | Еленор Крисп         |
| Кети Моријарти     | Џилијан              |
| Бенџамин Дискин    | Силвестер            |
| Мајко Хјуз         | Жозеф                |
| Сара Роуз Кар      | Ема                  |
| Ричард Портноу     | Капетан Салазар      |
| Боб Нелсон         | Хенри Шуп            |
| Анџела Басет       | Стјуaрдeсa           |